# Костецкий, Борис Иванович
Борис Иванович Костецкий (1910—1991) — советский украинский учёный, доктор технических наук (1951), профессор (1954).
Автор более 500 научных работ, в том числе 25 монографий, часть из них была издана за рубежом; получил более 40 авторских свидетельств на изобретения.

## Биография
Родился 20 марта (2 апреля по новому стилю) 1910 года в городе Тетиев Киевской губернии. Когда Борису исполнилось 4 года, семья переехала в Киев.
Окончил трудовую семилетнюю школу и Киевский гидромелиоративный техникум (ныне Национальный университет водного хозяйства и природопользования). течение 1930—1933 годов работал техником, старшим техником в Украинском торфяном объединении (Киевская и Черниговская области), после чего был призван на службу в Красную армию. Был демобилизован по состоянию здоровья. В период голода на Украине семья переехала на Урал в Свердловск. Там он продолжал работу инспектором b старшим инспектором по качеству торфа на заводе «Уралмаш» и Первоуральском трубном заводе.
В 1940 году окончил вечернее отделение механического факультета Уральского политехнического института (ныне Уральский государственный технический университет). В годы Великой Отечественной войны работал мастером цеха, старшим технологом, инженером-исследователем завода, который выпускал танки Т-34. Работая на предприятии, одновременно занимался подготовкой кандидатской диссертации по проблемам резки металлов, которую защитил в 1943 году. Тема диссертационной работы — «Исследование процессов шлифования во взаимосвязи с тепловым режимом и структурными изменениями, которые возникают при шлифовании закаленных поверхностей». По 1946 год работал на предприятиях Свердловска.
В 1946 году, когда по конкурсу занял должность старшего научного сотрудника Института строительной механики Академии наук УССР, вернулся в Украину. Одновременно, по совместительству, с 1947 по 1953 год читал лекции в Киевском институте инженеров гражданской авиации (КИИГА, ныне Национальный авиационный университет). В 1951 году защитил докторскую диссертацию на тему «Износостойкость деталей машин» на ученом совете Института машиноведения АН СССР и в 1954 году получил звание профессора. В 1954—1966 годах работал профессором Киевского института инженеров гражданской авиации. С 1966 года и до конца жизни Борис Иванович работал в Украинской сельскохозяйственной академии (УСХА, ныне Национальный университет биоресурсов и природопользования): в 1966—1969 годах на должности профессора кафедры эксплуатации машинно-тракторного парка, а в 1969—1976 годах был организатором и заведующим кафедрой надежности и долговечности машин сельскохозяйственного производства. В 1976 году по состоянию здоровья он перешёл на должность профессора кафедры технологии конструкционных материалов и работал на ней до февраля 1991 года.
Борис Иванович Костецкий стал основателем в КИИГА научной школы Авиационная трибология. Подготовил около 160 кандидатов наук (100 из них в УСХА) и 12 докторов наук. Одновременно занимаясь общественной деятельностью, в 1985—1990 годах исполнял обязанности заместителя председателя Совета по надежности и долговечности машин и сооружений при Президиуме Академии наук УССР, был членом Совета физико-химической механики при АН УССР. Являлся членом нескольких ученых советов, членом редколлегий научно-технических журналов и научных сборников, принимал участие в подготовке многотомной Украинской советской энциклопедии.
Умер 15 февраля 1991 года в Киеве. Был похоронен на Байковом кладбище города рядом с женой — Клавдией Михайловной (1919—1983).

## Награды
- Был награждён знаком «Ударник Наркомата танковой промышленности» (1944) и медалью «За доблестный труд в Великой Отечественной войне 1941—1945 гг.».
- «Заслуженный деятель науки и техники УССР» (1980), «Изобретатель СССР».
- Удостоен многих грамот, в том числе «Почетной грамоты Президиума Южного отделения ВАСХНИЛ».